# Diocesi di Keta-Akatsi
La diocesi di Keta-Akatsi (in latino Dioecesis Ketaënsis-Akatsiensis) è una sede della Chiesa cattolica in Ghana suffraganea dell'arcidiocesi di Accra. Nel 2021 contava 81.986 battezzati su 716.019 abitanti. È retta dal vescovo Gabriel Edoe Kumordji, S.V.D.

## Territorio
La diocesi comprende i seguenti distretti della regione del Volta in Ghana: Tongu Nord, Tongu Sud, Akatsi, Ketu e Keta.
Sede vescovile è la città di Akatsi, dove si trova la cattedrale di Cristo Re. A Keta si trova la concattedrale di San Michele Arcangelo.
Il territorio è suddiviso in 12 parrocchie.

## Storia
Il 15 marzo 1923 fu eretto il vicariato apostolico del Volta Inferiore con il breve Quae catholico di papa Pio XI. Comprendeva l'intero Togoland britannico, già appartenuto al vicariato apostolico del Togo (l'odierna arcidiocesi di Lomé), e porzioni di territorio nel basso corso del fiume Volta, sottratti al vicariato apostolico della Costa d'Oro (oggi arcidiocesi di Cape Coast).
Il 18 aprile 1950 per effetto della bolla Laeto accepimus di papa Pio XII il vicariato apostolico fu elevato a diocesi e assunse il nome di diocesi di Keta.
Il 23 aprile 1956 cedette una porzione del suo territorio a vantaggio dell'erezione della diocesi di Navrongo (oggi diocesi di Navrongo-Bolgatanga).
Il 5 maggio 1956, con la lettera apostolica Haud parvum, lo stesso papa Pio XII proclamò la Beata Maria Vergine Immacolata e San Michele arcangelo patroni della diocesi.
Il 20 giugno 1975 in forza del decreto Cum Excellentissimus della Congregazione di Propaganda Fide la sede vescovile fu trasferita dalla città di Keta a quella di Ho e contestualmente la diocesi assunse il nome di Keta-Ho.
In conseguenza delle cessioni territoriali che hanno dato origine alle nuove diocesi di Ho e di Jasikan, il 19 dicembre 1994 ha assunto la denominazione attuale per effetto della bolla Venerabiles Fratres di papa Giovanni Paolo II.

## Cronotassi dei vescovi
Si omettono i periodi di sede vacante non superiori ai 2 anni o non storicamente accertati.
- Augustin Hermann, S.M.A. † (26 marzo 1923 - 8 aprile 1945 deceduto)
- Joseph Gerald Holland, S.M.A. † (11 luglio 1946 - 7 maggio 1953 dimesso[2])
- Antoon Konings, S.M.A. † (21 febbraio 1954 - 10 aprile 1976 dimesso)
- Francis Anani Kofi Lodonu (10 aprile 1976 - 19 dicembre 1994 nominato vescovo di Ho)
- Anthony Kwami Adanuty (19 dicembre 1994 - 7 aprile 2016 ritirato)
  - Emmanuel Fianu, S.V.D. (7 aprile 2016 - 16 marzo 2017) (amministratore apostolico)
- Gabriel Edoe Kumordji, S.V.D., dal 16 marzo 2017

## Statistiche
La diocesi nel 2021 su una popolazione di 716.019 persone contava 81.986 battezzati, corrispondenti all'11,5% del totale.
| anno | popolazione | popolazione | popolazione | presbiteri | presbiteri | presbiteri | presbiteri                | diaconi | religiosi | religiosi | parrocchie |
| anno | battezzati  | totale      | %           | numero     | secolari   | regolari   | battezzati per presbitero | diaconi | uomini    | donne     | parrocchie |
| ---- | ----------- | ----------- | ----------- | ---------- | ---------- | ---------- | ------------------------- | ------- | --------- | --------- | ---------- |
| 1950 | 79.064      | 680.410     | 11,6        | 34         | 4          | 30         | 2.325                     |         |           | 16        | 14         |
| 1970 | 237.149     | 947.000     | 25,0        | 17         | 17         |            | 13.949                    |         |           | 17        | 23         |
| 1980 | 286.612     | 998.000     | 28,7        | 47         | 29         | 18         | 6.098                     |         | 18        | 26        | 25         |
| 1990 | 335.392     | 1.385.121   | 24,2        | 81         | 71         | 10         | 4.140                     |         | 11        | 52        | 30         |
| 1999 | 112.723     | 650.000     | 17,3        | 35         | 25         | 10         | 3.220                     |         | 12        | 20        | 10         |
| 2000 | 114.488     | 650.000     | 17,6        | 37         | 27         | 10         | 3.094                     |         | 12        | 16        | 10         |
| 2001 | 115.632     | 663.000     | 17,4        | 38         | 29         | 9          | 3.042                     |         | 10        | 18        | 10         |
| 2002 | 120.032     | 663.000     | 18,1        | 37         | 28         | 9          | 3.244                     |         | 10        | 19        | 11         |
| 2003 | 116.778     | 659.598     | 17,7        | 36         | 28         | 8          | 3.243                     |         | 9         | 15        | 10         |
| 2004 | 117.998     | 753.424     | 15,7        | 37         | 29         | 8          | 3.189                     |         | 9         | 16        | 10         |
| 2006 | 120.271     | 785.000     | 15,3        | 38         | 32         | 6          | 3.165                     |         | 7         | 18        | 10         |
| 2013 | 132.136     | 858.000     | 15,4        | 51         | 44         | 7          | 2.590                     |         | 7         | 24        | 12         |
| 2016 | 75.214      | 916.000     | 8,2         | 58         | 50         | 8          | 1.296                     |         | 8         | 21        | 12         |
| 2019 | 79.466      | 694.009     | 11,5        | 72         | 62         | 10         | 1.103                     |         | 10        | 20        | 12         |
| 2021 | 81.986      | 716.019     | 11,5        | 75         | 66         | 9          | 1.093                     |         | 9         | 22        | 12         |